# Symposium international de synthèse organique de l'Université de Montréal
 (avril 2025).
Motif : A bien existé (mention 2002-2005), aucune info, même primaire, sur le sujet - remplacé par un autre symposium ?
- Archive Wikiwix
- Bing
- Cairn
- DuckDuckGo
- E. Universalis
- Gallica
- Google
- G. Books
- G. News
- G. Scholar
- Persée
- Qwant
- (zh) Baidu
- (ru) Yandex
- (wd) trouver des œuvres sur Wikidata

| 1. | Préciser le motif de la pose du bandeau. | Précisez le motif de la pose du bandeau en utilisant la syntaxe suivante : {{admissibilité à vérifier\|date=mai 2025\|motif=remplacez ce texte par le motif}}                                                                                  |
| 2. | Informer les utilisateurs concernés.     | Pensez à avertir le créateur de l'article, par exemple, en insérant le code ci-dessous sur sa page de discussion : {{subst:avertissement admissibilité à vérifier\|Symposium international de synthèse organique de l'Université de Montréal}} |

Le Symposium international de synthèse organique de l'Université de Montréal (SISOUM) est un symposium de chimie, qui se déroule à l'Université de Montréal, au Québec (Canada). Il est organisé par les étudiants diplômés en chimie de l'université.